# Lamrasla
Lamrasla (franska: Lamrasla (CR), Lamrasla (Commune Rurale), arabiska: لحدار) är en kommun i Marocko.   Den ligger i provinsen Safi och regionen Marrakech-Safi, i den norra delen av landet, 300 km sydväst om huvudstaden Rabat. Antalet invånare är 16 697.